# Farranula concinna
Farranula concinna – gatunek widłonoga z rodziny Corycaeidae. Nazwa naukowa tego gatunku skorupiaków została opublikowana w 1849 roku przez amerykańskiego zoologa Jamesa Dwighta Dana. Gatunek ten został ujęty w Katalogu Życia.